# Дони Дарко
„Дони Дарко“ (на английски: Donnie Darko) е американски филм от 2001 година, трилър с драматични и научнофантастични елементи на режисьора Ричард Кели по негов собствен сценарий.
В центъра на сюжета са приключенията на главния герой, опитващ се да открие смисъла на виденията си за края на света. Главните роли се изпълняват от Джейк Джилънхол, Джена Малоун, Патрик Суейзи, Дрю Баримор, Маги Джилънхол.